# Mastacembelus marmoratus
Mastacembelus marmoratus és una espècie de peix pertanyent a la família dels mastacembèlids.

## Descripció
- Fa 23 cm de llargària màxima.
- Nombre de vèrtebres: 89.[4][5]

## Hàbitat
És un peix d'aigua dolça, demersal i de clima tropical.

## Distribució geogràfica
Es troba a Àfrica: conques dels rius Congo i Ntem.

## Observacions
És inofensiu per als humans.